# Świat Przygód z Hugo
Świat Przygód z Hugo – polskie czasopismo kierowane do dzieci i opierające się na programie Hugo, w Polsce nadawanym w telewizji Polsat. Magazyn wydawany był od 2003 do 2010 roku w nakładzie 100 000 egzemplarzy miesięcznie. W każdym numerze znajdowały się komiksy, zagadki, opowiadanie oraz ciekawostki. Do każdego numeru dołączane były płyty z grami komputerowymi lub filmami edukacyjnymi i odcinkami seriali animowanych. Pierwszy numer pisma ukazał się w listopadzie 2003 roku. Od 2010 roku zmniejszyła się częstotliwość wydawania i magazyn ukazywał się jako dwumiesięcznik. Ostatni numer pisma pojawił się w sprzedaży 25 marca 2010 roku.

## Autorzy

### Czasopismo
Redaktor naczelny:
- Edyta Wielgosz
- Katarzyna Szewczyk
- Danuta Hernik

Autor tekstów, ciekawostek i opowiadań: Edyta Wielgosz

Ilustracje:
- Zbigniew Derkacz
- Maciej Mazur

### Dział "Komiks"
Scenariusz:  
- Tobiasz Piątkowski
- Aleksandra Petrus

Grafika: 
- Marek Frankowski
- Maciej Mazur
- Sebastian Chichoń